# Two Prudential Plaza
Two Prudential Plaza är en 64 våningar hög skyskrapa i Chicago, Illinois. Byggnaden är med sina 303 meter till toppen av spiran den sjätte högsta byggnaden i Chicago, och den sjuttonde högsta i USA. Den är byggd i en postmodernistisk stil. Byggnaden används som kontor, och färdigställdes 1990. Two Prudential Plaza är en del av ett kontorskomplex med One Prudential Plaza.